# Eriocoelum oblongum
Eriocoelum oblongum là một loài thực vật có hoa trong họ Bồ hòn. Loài này được Keay mô tả khoa học đầu tiên năm 1956.